# Giovanni Benedetti (dominicaan)
niet te verwarren met bisschop Giovanni Benedetti, bisschop van Foligno.

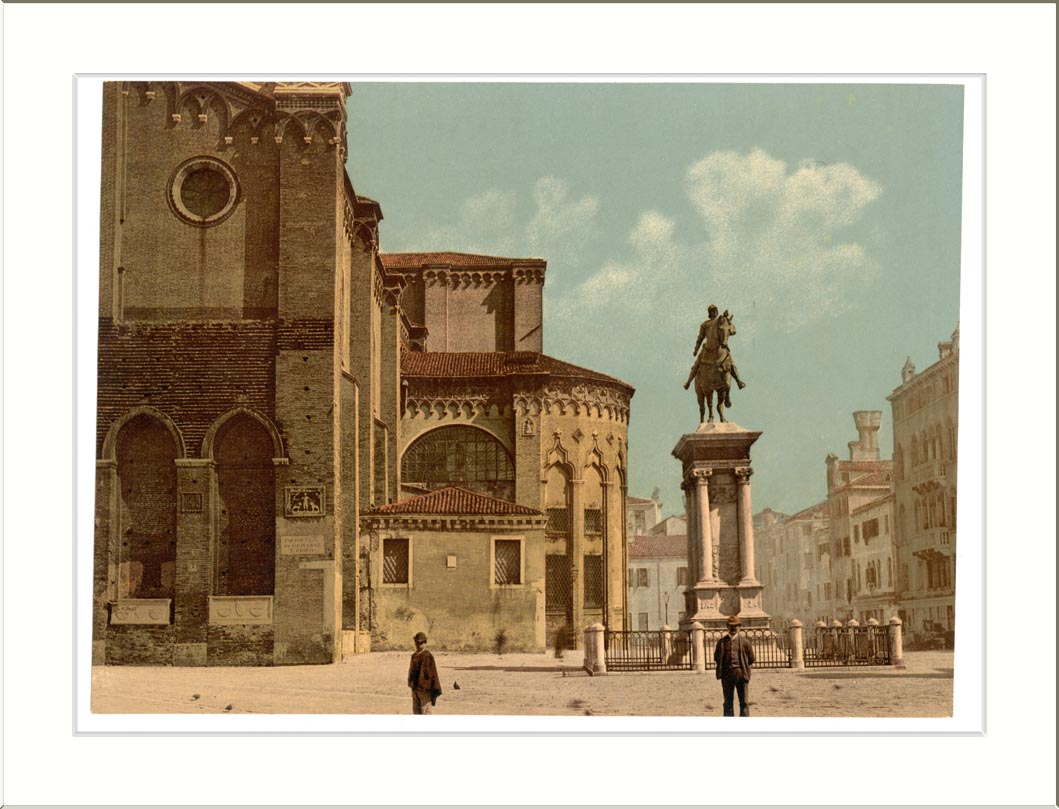
Dominicanenklooster Santi Giovanni e Paolo (Venetië)

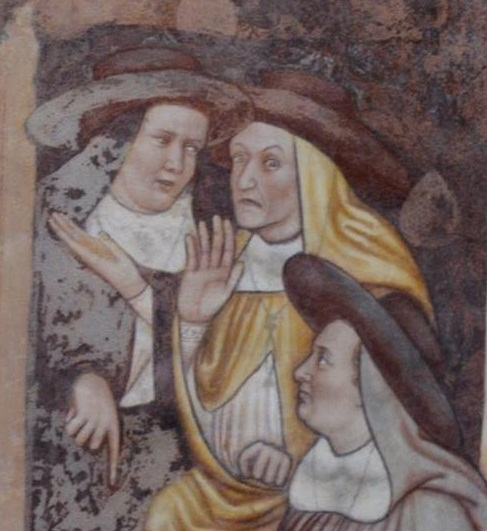
Fresco in Treviso, over paus en kardinalen

Giovanni Benedetti (Venetië, circa 1370 – Bologna, 14 april 1437) was een dominicaan uit Venetië en bisschop van Treviso (1418-1437). Destijds was het bisdom Treviso deel van de Republiek Venetië.

## Levensloop

### Dominicaan
Benedetti groeide op in Venetië in een gegoede familie van patriciërs. Hij werd gefascineerd door de predikingen van Giovanni Dominici, dominicaan en later aartsbisschop van Ragusa, deel van de Republiek Venetië. In 1391 kreeg Dominici de toelating om het dominicanenklooster Santi Giovanni e Paolo opnieuw te openen. Benedetti trad hier in in de orde der dominicanen. Hij volgde de hervorming van Dominici om meer soberheid in de orde toe te passen. In 1397 viel Benedetti op toen hij pestlijders in de stad verzorgde. 
In het jaar 1400 bood paus Bonifatius IX hem de troon aan van patriarch van Grado, het patriarchaat waartoe Venetië behoorde. De dominicanen drongen aan om te aanvaarden, alsook zijn familie en vrienden. Benedetti weigerde het patriarchaat; hij wilde verder leven in soberheid.
Drie jaar later, in 1403, werd Benedetti prior van het klooster van Santi Giovanni e Paolo. Hij bleef prior tot 1418. In deze periode 1403 - 1418 bood Benedetti zich aan bij de senaat van Venetië om tot bisschop benoemd te worden. Hij was kandidaat voor het ambt van bisschop van Verona (1405), bisschop van Candia of Kreta (1408) en bisschop van Padua (1409). De senaat weigerde telkens. Een reis van Benedetti naar Rome (1405) om de excommunicatie van een edelman op te heffen was mislukt en dit was niet vergeten in Venetië.
De Republiek Venetië was, zoals de rest van Europa, betrokken in het Groot Westers schisma waarbij de pausen van Avignon en Rome de banvloek over mekaar uitspraken. Een derde paus moest het oplossen, tegenpaus Alexander V. De Republiek Venetië koos de kant van de tegenpaus (1409); Benedetti bleef daarentegen trouw aan de paus van Rome, Gregorius XII. Gregorius XII was een Venetiaan en goed bevriend met Benedetti’s mentor, Giovanni Dominici, die ondertussen aartsbisschop van Ragusa geworden was. Benedetti waagde een nieuwe kans voor een bisschopsambt tijdens het pontificaat van de verzoener paus Martinus V. Dit lukte. De senaat van Venetië keurde de benoeming van de dominicaan Benedetti tot bisschop van Treviso goed (1418). 

### Bisschop van Treviso
Bisschop Benedetti legde een strenge discipline op aan de geestelijken van zijn bisdom. Hij ging tekeer tegen priesters die leefden met een concubine. Deze priesters verzamelden zich op een grote vergadering in het dorp Istrana (1422), gelegen in het bisdom Treviso. Ze schreven een protestbrief naar doge Tommaso Mocenigo met de vraag om Benedetti te kalmeren, want andere bisschoppen in de Republiek Venetië neigden Benedetti te volgen. De doge kon de zaak afkoelen. Vervolgens ontstond er een conflict tussen Benedetti en de kanunniken van de kathedraal van Treviso. Het conflict draaide om een hervorming van de financiën van het kapittel en sleepte jaren aan. Benedetti wou zijn hervorming doordrukken terwijl de kanunniken weigerden te plooien voor een dominicaan. Pas na een bul van paus Eugenius IV kreeg Benedetti’s hervorming steun en keerde de rust weer (1432).
Op het einde van zijn leven reisde Benedetti op vraag van paus Eugenius IV naar vorstendommen in Noord-Italië. Tijdens een verblijf in Bologna stierf Benedetti (1437).